# Astoria Boulevard (línea Astoria)
Astoria Boulevard es una estación en la línea Jamaica del Metro de Nueva York de la B del Brooklyn–Manhattan Transit Corporation y el Independent Subway System. La estación se encuentra localizada en Astoria, Queens entre el Boulevard Astoria y la Calle 31. La estación es servida en varios horarios por los trenes del Servicio  y .